# Kamut (Ungheria)
Kamut è un comune dell'Ungheria di 1 164 abitanti (dati 2001) . È situato nella contea di Békés.